# (10797) Guatemala
(10797) Guatemala (1992 GO4) – planetoida z pasa głównego asteroid okrążająca Słońce w ciągu 3,43 lat w średniej odległości 2,27 j.a. Odkryta 4 kwietnia 1992 roku.